# 阿尼尼翁
阿尼尼翁，是西班牙阿拉贡自治区萨拉戈萨省的一个市镇。 总面积53平方公里，总人口855人（2001年），人口密度16人/平方公里。